# شارلوت دو تورکیم
شارلوت دو تورکیم (به انگلیسی: Charlotte de Turckheim)(زاده ۵ آوریل ۱۹۵۵) بازیگر فرانسوی است.
از کارهای معروف او می‌توان به بازی در فیلم جفرسون در پاریس و چوآنس! اشاره کرد.